# ماريان فروتير
ماريان فروتير (بالإنجليزية: Marianne Fortier)‏ (من مواليد 2 نوفمبر 1993 في كيبك، كندا) هي ممثلة كندية.

## روابط خارجية
- ماريان فروتير على موقع IMDb (الإنجليزية)
- ماريان فروتير على موقع ألو سيني (الفرنسية)
- ماريان فروتير على موقع أول موفي (الإنجليزية)
- ماريان فروتير على موقع قاعدة بيانات الأفلام السويدية (السويدية)
- ماريان فروتير على موقع قاعدة بيانات الفيلم (الإنجليزية)
- ماريان فروتير على موقع كينوبويسك (الروسية)